# 杰夫·拉扎罗
杰夫·拉扎罗（英語：Jeff Lazaro，1968年3月21日—），美国男子冰球运动员，场上位置是前锋。他曾代表美国国家队参加1994年冬季奥林匹克运动会冰球比赛，获得第8名。